# Tibor Duda
Tibor Duda (* 12. prosince 1956) je bývalý československý fotbalista. Po skončení aktivní kariéry působí jako trenér.

## Fotbalová kariéra
V československé lize hrál za TJ VP Frýdek-Místek, ASVS Dukla Praha a TJ Zbrojovka Brno. Nastoupil v 61 ligových, jednou skóroval (7. listopadu 1976 do sítě úřadujícího mistra ligy Baníku Ostrava, kterého nakonec frýdecko-místecký nováček ligy porazil 2:1).

## Ligová bilance
| Ročník                                   | Zápasy | Góly | Minuty | Klub                |
| ---------------------------------------- | ------ | ---- | ------ | ------------------- |
| 1. československá fotbalová liga 1976/77 | 28     | 1    | 2488   | TJ VP Frýdek-Místek |
| 1. československá fotbalová liga 1979/80 | 4      | 0    | 117    | ASVS Dukla Praha    |
| 1. československá fotbalová liga 1981/82 | 8      | 0    | 720    | TJ Zbrojovka Brno   |
| 1. československá fotbalová liga 1982/83 | 21     | 0    | 1774   | TJ Zbrojovka Brno   |
| CELKEM 1. liga                           | 61     | 1    | 5099   |                     |